# Кшелькув
Кшелькув (пол. Krzelków) — село в Польщі, у гміні Зембіце Зомбковицького повіту Нижньосілезького воєводства. Населення — 340 осіб (2011).
У 1975-1998 роках село належало до Валбжиського воєводства.

## Демографія
Демографічна структура станом на 31 березня 2011 року:
|          | Загалом | Допрацездатний вік | Працездатний вік | Постпрацездатний вік |
| -------- | ------- | ------------------ | ---------------- | -------------------- |
| Чоловіки | 175     | 36                 | 123              | 16                   |
| Жінки    | 165     | 31                 | 97               | 37                   |
| Разом    | 340     | 67                 | 220              | 53                   |